# L’Épine (Alpy Wysokie)
L’Épine – miejscowość i gmina we Francji, w regionie Prowansja-Alpy-Lazurowe Wybrzeże, w departamencie Alpy Wysokie.

## Demografia
Według danych na rok 1990 gminę zamieszkiwało 148 osób, a gęstość zaludnienia wynosiła 4 osoby/km². W styczniu 2015 r. L’Épine zamieszkiwało 189 osób, przy gęstości zaludnienia wynoszącej 5,6 osób/km².